# Lista de municípios de La Pampa (província)
A província de La Pampa, Argentina, se encontra dividida em municípios. Os municípios são aqueles centros povoados que contam com no mínimo 500 habitantes ou, no caso de serem menores, contem com uma lei especial que os declare como tal.
Quando o território do município não alcança os 500 habitantes ou não conta com uma lei que os declare como município, o organismo se denomina Comissão de Promoção, os quais não contam com hierarquia municipal. Os municípios e comissões de promoção podem estender-se por mais de um departamento, chegando a existir alguns que se estendem por porções do território de até quatro departamentos.

## Municípios
| Município                 | Intendente                 | População (2001) |
| ------------------------- | -------------------------- | ---------------- |
| Abramo                    | Horacio Alberto Rosas      | 589              |
| Algarrobo del Águila      | Pablo Raúl Bravo           | 641              |
| Alpachiri                 | Hugo Andrés Peres          | 2.138            |
| Alta Italia               | Oscar Isidro Flores        | 1.481            |
| Anguil                    | Eduardo E. Chaves          | 1.977            |
| Arata                     | Marina Isabel Cahlais      | 1.202            |
| Ataliva Roca              | Carlos Martín Borthiry     | 930              |
| Bernardo Larroudé         | María Cristina Paso        | 1.619            |
| Bernasconi                | Jorge Francisco Riera      | 1.781            |
| Caleufú                   | Hugo Miguel Orezzo         | 2.396            |
| Carro Quemado             | Luis María Orgales         | 559              |
| Catriló                   | Martín Carlos Buenavita    | 3.743            |
| Ceballos                  | Juan Carlos Vittone        | 468              |
| Colonia Barón             | Daniel Kronemberger        | 3.317            |
| Conhelo                   | Luis Humberto Cervellini   | 689              |
| Coronel Hilario Lagos     | Norberto Rodríguez         | 754              |
| Doblas                    | Eduardo Kenny              | 1.860            |
| Dorila                    | Oscar Alfredo Benito       | 528              |
| Eduardo Castex            | Luis Alberto Ordoñez       | 9.861            |
| Embajador Martini         | Oscar Héctor Hecker        | 1.298            |
| General Acha              | Cristina Grisel Maisonnave | 12.536           |
| General Manuel Campos     | Mario Aníbal Roth          | 1.016            |
| General Pico              | Luis Alberto Campo         | 53.352           |
| General San Martín        | Raúl Alberto Zurbrigk      | 2.846            |
| Guatraché                 | Nancy Adriana Schenkel     | 5.271            |
| Ingeniero Luiggi          | Oscar Alberto Zanoli       | 4.671            |
| Intendente Alvear         | Antonio Pepa               | 6.990            |
| Jacinto Aráuz             | Enrique Orbea              | 2.773            |
| La Adela                  | Leonardo Tommasone         | 1.962            |
| La Humada                 | Juan Gregorio Pagano       | 954              |
| La Maruja                 | Jorge Luis Merlassino      | 1.389            |
| Lonquimay                 | Amílcar Fiorucci           | 1.672            |
| Luan Toro                 | Francisco Héctor Dutto     | 846              |
| Macachín                  | Jorge Cabak                | 4.768            |
| Mauricio Mayer            | Rubén Rodolfo Murray       | 559              |
| Metileo                   | Felipe Jesús López         | 561              |
| Miguel Cané               | Francisco Rubén Bartolomé  | 784              |
| Miguel Riglos             | Eduardo Recarte            | 2.385            |
| Monte Nievas              | Rubén Isidro Alison        | 476              |
| Parera                    | Juan Carlos Olivero        | 2.246            |
| Puelches                  | Julio Daniel Gerez         | 540              |
| Puelén                    | Feliz Asmid Jasin          | 836              |
| Quehue                    | Néstor Horacio Righetti    | 567              |
| Quemú Quemú               | Rodolfo Daniel Bonetto     | 3.851            |
| Rancul                    | Eduardo Omar Orlandi       | 3.699            |
| Realicó                   | Javier Facundo Sola        | 7.151            |
| Rolón                     | José A. Ferreyra           | 803              |
| Santa Isabel              | José Luis Rodríguez        | 2.493            |
| Santa Rosa                | Néstor Alcala              | 94.758           |
| Santa Teresa              | Raúl Amilcar Weyman        | 698              |
| Telén                     | Alfonso José Echeveste     | 1.549            |
| Toay                      | Alfredo G. Schanton        | 8.847            |
| Tomás Manuel de Anchorena | Roberto Holgado            | 440              |
| Trenel                    | Carlos Alberto Sala        | 3.426            |
| Uriburu                   | Saúl Pedro Etchalus        | 1.200            |
| Veinticinco de Mayo       | Jorge Eduardo Poletti      | 6.962            |
| Vértiz                    | Omar R. Canonero           | 762              |
| Victorica                 | Norberto Jorge Nicolás     | 6.565            |
| Villa Marisol             | Emilio Alberto Soncini     | 700              |
| Winifreda                 | Berta Mabel Herlein        | 2.902            |

## Comissão de promoção
| Comissão de Promoção | Presidente Comissão de Promoção | População (2001) |
| -------------------- | ------------------------------- | ---------------- |
| Adolfo Van Praet     | Mario Marcelo Vicente           | 345              |
| Agustoni             | Sergio Armando Brizuela         | 425              |
| Chacharramendi       | Oscar Enrique Berhau            | 313              |
| Colonia Santa María  | Serafín Eberhardt               | 401              |
| Cuchillo-Có          | Yolanda Aida Agüero             | 263              |
| Falucho              | César Rubén Dieser              | 223              |
| Gobernador Duval     | Carlos León Grazide             | 411              |
| La Reforma           | Hugo Omar Colado                | 194              |
| Limay Mahuída        | Raúl Urquiza                    | 281              |
| Loventue             | Alberto Horacio Isoardi         | 162              |
| Maissonave           | Luis Ángel Bertero              | 284              |
| Perú                 | Roberto Kronemberger            | 118              |
| Pichi Huinca         | Aldo Atilio Fernández           | 352              |
| Quetrequén           | César Ángel Vota                | 413              |
| Relmo                | Néstor René Gonzales            | 146              |
| Rucanelo             | Carlos Luis Lázaro              | 363              |
| Sarah                | Daniel Enrique Frencia          | 199              |
| Speluzzi             | Carlos Antonio Argelich         | 353              |
| Unanué               | Celestino Herbshommer           | 220              |